# M62 (автодорога, Великобритания)
Автомагистраль М62 (англ. M62 motorway) — автомобильная дорога, следующая с запада на восток, между городами Ливерпуль и Кингстон-апон-Халл (Гулль) в Англии, Великобритания. Протяженность её составляет 172 километра (107 миль).
Дорога была построена в 1960—1976 годах.
Автомагистраль М62 является участком евромаршрутов E 20 (Шеннон — Санкт-Петербург) и E 22 (Холихед — Ишим).
Проходит через города Ливерпуль, Солфорд, Манчестер, Брадфорд, Лидс, Уэйкфилд, Гул и Кингстон-апон-Халл (Гулль). Формально, однако, дорога теряет статус автомагистрали в
16 милях (26 км) к западу от Халла (Гулля), в деревне Норт-Кейв.

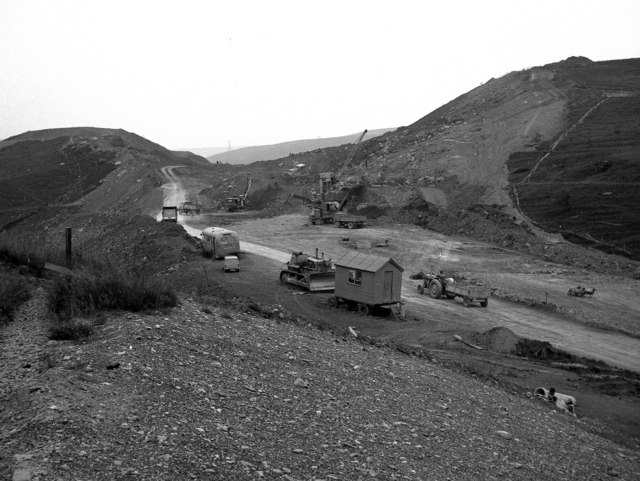
1968 год. Строительство М62 в Большом Манчестере

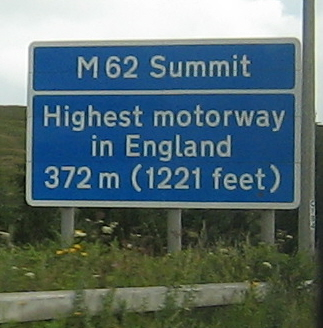
Обозначение самой высокой точки автодорог Англии на Автомагистрали M62